# Paniceus
Die Paniceus Holding GmbH mit Sitz in Lübeck ist ein 2012 von Patrick Junge gegründetes Unternehmen, das Muttergesellschaft der Lübecker Paniceus GmbH ist. Der Konzern betreibt unter einem Dach mehrere Gesellschaften, die ihren Sitz ebenfalls in Lübeck haben.
Schwerpunkte sind Systemgastronomie-Betrieb und Verwaltung der Peter Pane Burger-Restaurants mit Cocktailbar, ergänzt um die Peter bringt’s Lieferdienste, Pick Up Stores und Produkte im Lebensmitteleinzelhandel.
Die Paniceus Holding GmbH weist im Geschäftsjahr 2020 einen Konzernumsatz von 54,238 Mio. Euro und eine durchschnittliche Mitarbeiterzahl von 1.289 Mitarbeitern aus.

## Struktur
Die Paniceus-Gruppe Holding GmbH ist Gesellschafterin der Paniceus GmbH. Die Paniceus GmbH betreibt Ferienappartements in Binz auf Rügen und ist Gesellschafterin der folgenden Unternehmen:
- Peter Pane Management GmbH und Paniceus Gastro Systemzentrale GmbH
Die Peter Pane Management GmbH führt mit ihrem Tochterunternehmen Paniceus Gastro Systemzentrale GmbH den Großteil der Peter Pane Burger-Restaurants mit Cocktailbar. Dabei erbringt die Peter Pane Management GmbH zentrale Leistungen für die Restaurants. Die Paniceus Gastro Systemzentrale GmbH betreibt die Restaurants. Im Jahr 2020 wurden 32 von 41 Peter Pane Restaurants von der Paniceus Gastro Systemzentrale GmbH geführt.
- Paniceus Systems GmbH
Die Paniceus Systems GmbH stellt IT-Systeme bereit und erbringt IT-Services für die Konzerngesellschaften sowie für die Franchisenehmer.
- Paniceus IP GmbH
Die Paniceus IP GmbH hält die zum Konzern gehörenden Markenrechte.
- Peter Pane Franchise GmbH
Die Peter Pane Franchise GmbH bündelt die Aktivitäten für Franchisenehmer von Peter Pane Restaurants.
- Peter Pane Mobile GmbH
Die Peter Pane Mobile GmbH verantwortet den Lieferservice „Peter bringt’s“, der nach Unternehmensangaben als eigenständiges Konzept etabliert werden soll. Das Unternehmen betreibt auch die Peter Pane Pick-Up Stores und verantwortet die Peter Pane Produkte für den Lebensmitteleinzelhandel.
- Peter Pane München GmbH
Die Peter Pane München GmbH ist vollhaftende Gesellschafterin der Peter Pane München Leopoldstraße GmbH & Co. KG und der Peter Pane München Pasing GmbH & Co. KG, die Restaurants betreiben.

Zur Unternehmensgruppe zählt auch die Junge Land- & Forstwirtschaft GmbH, die auf eigenen Flächen Land- und Forstwirtschaft betreibt und Flächen verpachtet.
Zudem ist die Paniceus Holding GmbH mit 27,33 % an der Lübecker Hans Junge Vermögensverwaltung GmbH beteiligt. Die Hans Junge Vermögensverwaltung vermietet und verwaltet Immobilien der Unternehmensgruppe.

## Geschichte
Gründer und Gesellschafter Patrick Junge entstammt der Lübecker Bäcker-, Konditoren- und Unternehmerfamilie Junge, die seit 1897 Unternehmen betreibt.
Patrick Junge war zehn Jahre lang Geschäftsführender Gesellschafter der Konditorei und Bäckerei Junge (heute Con Pane GmbH/„Junge – Die Bäckerei“), eines der größten Bäckerei- und Snackunternehmens Norddeutschlands.
2012 verkaufte Patrick Junge seine Anteile an diesem Unternehmen. Ab 2012 gründete er die Paniceus Gastro Systemzentrale GmbH, die Paniceus Holding GmbH sowie weitere Unternehmen.
Zunächst wurden vor allem norddeutsche Standorte der Burger-Restaurantkette Hans im Glück betrieben. 2016 trennte sich Patrick Junge von Hans im Glück.

## Peter Pane
Nach der Trennung von Hans im Glück baute Patrick Junge unter der Marke Peter Pane eigene Burger-Restaurants mit Cocktailbar auf.
Der anfängliche Schwerpunkt der Peter Pane Restaurants wurde von Norddeutschland auf ganz Deutschland ausgeweitet. 2018 eröffnete das erste Peter Pane Restaurant in Österreich.
2020 wurden insgesamt 41 Peter Pane Restaurants betrieben.

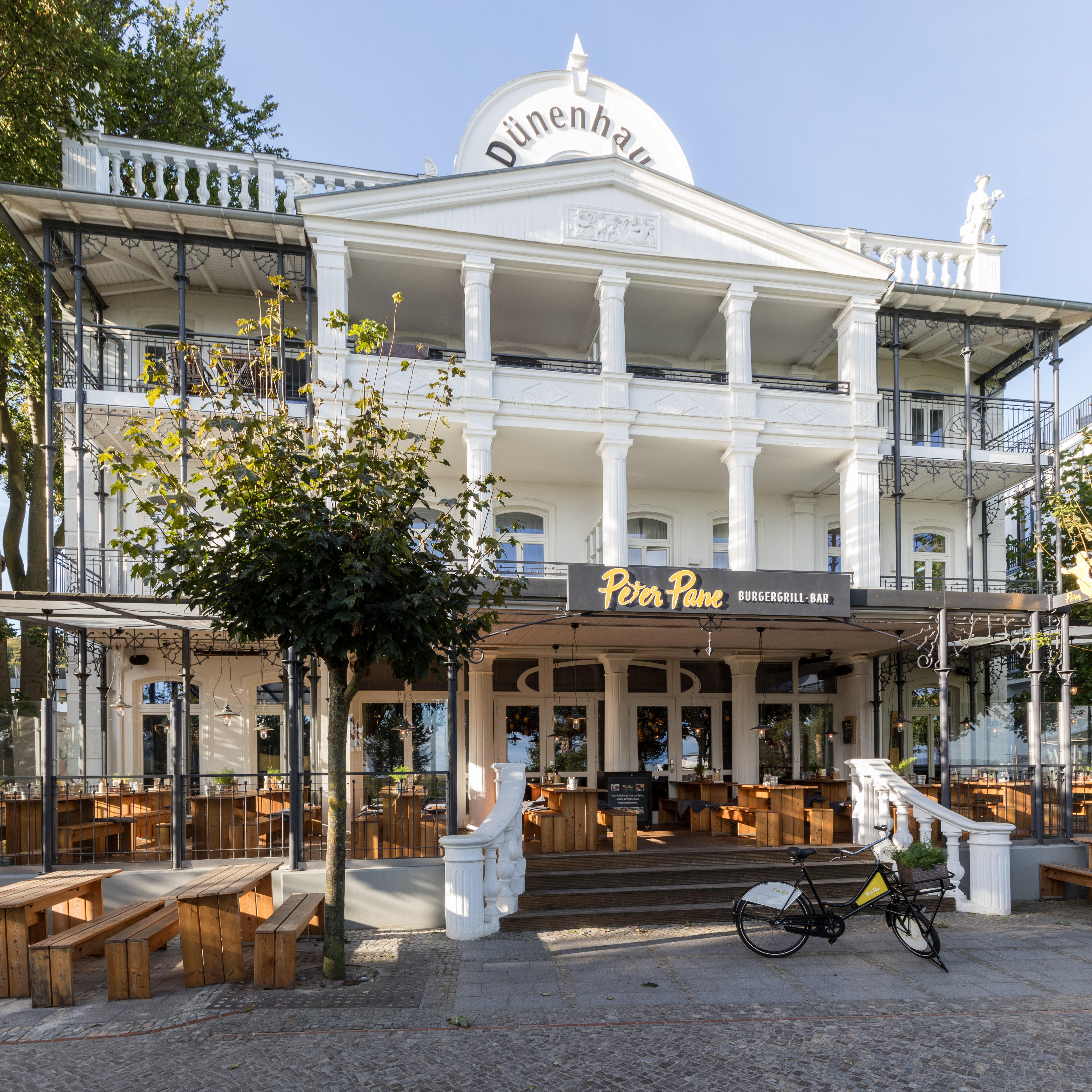
Peter Pane in Binz auf Rügen

Im September 2022 war die Anzahl der Peter Pane Restaurants nach Unternehmensangaben auf 47 Restaurants angewachsen.
Die Mehrzahl der 46 deutschen Peter Pane Restaurants befinden sich in Hamburg, Schleswig-Holstein, Berlin, Niedersachsen, Nordrhein-Westfalen und Bayern. Mit Ausnahme von Rheinland-Pfalz und dem Saarland ist Peter Pane auch in allen anderen deutschen Bundesländern vertreten.
Bis Ende 2022 will das Unternehmen nach eigenen Angaben insgesamt 50 Restaurants im Eigenbetrieb oder mit Franchise-Partnern betreiben. Die Anzahl der in Eigenbetrieb oder Franchise geführten Standorte soll nach Unternehmensangaben auf der Website der Peter Pane Restaurants um 8–10 Standorte pro Jahr steigen.
Die Paniceus Holding GmbH und die Paniceus Gastro Systemzentrale GmbH streben nach eigenen Angaben die Eröffnung von 5–6 Restaurants pro Jahr an.
Der Anteil der in den Peter Pane Restaurants verkauften vegetarischen oder veganen Burger lag 2021 nach Unternehmensangaben bei etwa 20 %. Das Unternehmen geht davon aus, dass sich der Fleischkonsum in den 2030er und 2040er Jahren auf ein Minimum reduzieren wird, während der Anteil der veganen und vegetarischen Burger stark steigen wird.
Peter Pane entwickelt die digitalen Services weiter. Gäste können zum Beispiel über QR-Codes in der Speisekarte viele Gerichte per Augmented Reality Anwendung vor der Bestellung virtuell auf ihren Tisch projizieren.

## Engagement
Zu den Schwerpunkten der Peter Pane Restaurants gehört, auch vegetarische, vegane sowie möglichst nachhaltig produzierte oder saisonale Speisen oder Getränke anzubieten.
Beim von der Ernährungsorganisation ProVeg e.V. erstellten Ranking der vegan-freundlichsten Restaurantketten erreichte Peter Pane 2018 den dritten Platz und 2020 sowie 2022 jeweils den zweiten Platz.
Die eingesetzten Verpackungen sollen nach Unternehmensangaben vermieden werden, kompostierfähig oder recycelbar sein. Zum ökologischen Engagement des Konzerns zählen nach eigenen Angaben auch langfristige Aufforstungsprojekte zum CO2-Ausgleich in Mecklenburg-Vorpommern und Schleswig-Holstein, Bienenwiesenprojekte sowie der Anbau von Salat direkt in Peter Pane Restaurants, durch den Transportwege reduziert werden.
Die Unternehmensgruppe betreibt zudem eine eigene Akademie für die Qualifizierung und Entwicklung der Mitarbeiter.